# جی. ار. سلسکی
جی. ار. سلسکی (انگلیسی: J. R. Celski؛ زادهٔ ۱۷ ژوئیهٔ ۱۹۹۰) اسکیت‌باز سرعت اهل ایالات متحده آمریکا است.